# Falkenbergsrevyn
Falkenbergsrevyn i Falkenberg är en revy som årligen spelas på Falkenbergs Stadsteater. Falkenbergsrevyn är Sveriges största nyårsrevy som 2019 hade 28 800 åskådare vilket var nytt publikrekord. Senaste revyn 2025 sågs av 27 664 besökare vilket var den näst bästa någonsin. Revyn sänds årligen på SVT1 och brukar ha runt 600 000 tittare.
Falkenbergsrevyn ägs av Bertil Schough, Håkan Runevad, Anna Carlsson och Magnus Wernersson med den sistnämnde som producent och VD. Första revyn framfördes på Falkenbergs Stadsteater med premiär den 5 januari 1998. Falkenbergsrevyn hette tidigare Krogseredsrevyn och startades av Magnus Wernersson och ett lokalt kompisgäng som gjorde sin första revy 1982.
Falkenbergsrevyn har vunnit flera tävlingar och tagit emot flera fina priser genom åren. Guld har tagits fem gånger i Revy-SM, 1999 ("Viagrarappen"), 2002 ("Finska pinnar"), 2008 ("Köttfärsen") och 2012 ("En riktig saga" och "I väntans tider"), 2018 ("Nassarna") och Falkenbergs kommuns Kulturpris tog gänget emot 2008. I samband med Revy-SM 2001 i Eskilstuna tilldelades Magnus Wernersson priset ”Povels penna”  ur Povel Ramels hand för revygängets nyskapande textskrivande.
Ensemblen har varierat sedan starten 1998, mest har det varit små ändringar varje år. Några återkommande aktörer har varit Håkan Runevad, Bertil Schough, Beppe Wackelin, Bernt Bengtsson, Linnéa Lexfors och Anna Carlsson. 
Tidigare artister som medverkat är  Eva-Lotta Bernström, Liselotte Johansson, Lena Petersson, Bengt Ivarsson, Andreas Sköld, Jörgen Mörnbäck och Anna Bromée.
Revyn "Skruvat" 2025 bestod ensemblen av Håkan Runevad, Bertil Schough, Anna Carlsson, Daniel Träff, Linnéa Lexfors, Fredrik Vahlgren, Bernt Bengtsson och Emelie Alm.